# مؤسسه اعتباری کاسپین
مؤسسه اعتباری کاسپین یک مؤسسه مالی و اعتباری در ایران بود که مجوز بانک مرکزی را داشت. در اسفند ماه ۱۳۹۴ بانک مرکزی با دادن مجوز به این مؤسسه با نام جدید «کاسپین» موافقت کرد. نبی‌الله کشوری آخرین رئیس هیئت سرپرستی مؤسسه اعتباری کاسپین بود.
این مؤسسه قبل از انحلال دارای ۱۲۱ شعبه در سراسر ایران بود و تنها مؤسسه‌ای بود که عضو شبکه شتاب نبود.
این مؤسسه در راستای برنامهٔ ساماندهی بانک مرکزی از ادغام مؤسسه‌های مالی اعتباری فرشتگان و فردوسی پدید آمده‌است.
فعالیت مؤسسهٔ کاسپین به دنبال ادعایی که در خصوص کسری دارایی حدود ۵٬۶۰۰ میلیارد تومانی تعاونی فرشتگان به عنوان یکی از زیرمجموعه‌های آن مطرح شد با مشکل هجوم سپرده‌گذاران برای برداشت سپردهٔ خود و به تبع کمبود نقدینگی در مؤسسه با مشکل مواجه گردید.
این مسئله مسدودسازی سپرده‌های سپرده‌گذاران و بازپس‌گیری سود سپرده‌های آن‌ها از این مؤسسه را در پی داشت.
با توجه به اینکه نام مؤسسهٔ کاسپین به عنوان مؤسسه‌ای مجاز در وبگاه رسمی بانک مرکزی ثبت شده بود و مردم با اعتماد به مجوز صادره سپرده‌گذاری نموده بودند، سپرده‌گذاران اعتراضات دامنه‌داری را ابراز نمودند.
به دنبال تجمعات اعتراضی مردم، مجلس شورای اسلامی به بررسی موضوع ورود کرد و در مرداد ماه ۱۳۹۶، با اکثریت قاطع آرا بانک مرکزی را در بروز بحران و وارد آمدن خسارت به مردم، مقصر دانست.

## تاریخچه

### تعاونی اعتبار فرشتگان
مؤسسهٔ مالی و اعتباری فرشتگان در تاریخ ۱۳۷۷/۰۲/۰۸ تحت شمارهٔ ثبت ۱۳۳۷ در شهر مشهد، با نام شرکت تعاونی اعتبار شهید هاشمی مشهد تأسیس و آغاز به کار کرد. در سال‌های بعد نام شرکت تعاونی به فرشتگان تغییر یافت. در اواخر سال ۱۳۸۹ با درخواست بانک مرکزی جمهوری اسلامی ایران مبنی بر تبدیل تعاونی‌های اعتبار به مؤسسات مالی و اعتباری، فرشتگان با احراز شرایط مورد نظر بانک مرکزی و پرداخت سرمایهٔ اولیه در مهلت قانونی نزد بانک مرکزی جزء ۱۴ مؤسسهٔ مالی و اعتباری مورد تأیید قرار گرفت. این مؤسسه ۴ تعاونی اعتباری دیگر که نتوانستند سرمایهٔ اولیه برای اخذ مجوز از بانک مرکزی بگیرند به نام‌های امید مشهد، فرزان بیرجند، اشتیاق سبزوار و رویان اسفراین را در خود ادغام نمود.

### مؤسسهٔ فردوسی
مؤسسهٔ اعتباری فردوسی از ادغام ۷ تعاونی اعتبار در ۱۷ اسفند ماه سال ۸۹ تأسیس شد. این تعاونی‌ها عبارت بودند از: بدر توس، امید جلین، الزهرا مشهد، پیوند مشهد، حسنات اصفهان، دامداران و کشاورزان کرمانشاه و تعاونی اعتبار عام کشاورزان مازندران.

### مؤسسهٔ آرمان ایرانیان (کاسپین)
دو مؤسسهٔ مالی و اعتباری فردوسی و فرشتگان برای تشکیل مؤسسه اعتباری آرمان در اسفند ۱۳۹۱ و در ادامهٔ برنامهٔ ساماندهی بانک مرکزی ادغام شدند.

## اقدامات بانک مرکزی
فرشاد حیدری معاون نظارت بانک مرکزی در تاریخ ۱۱ اردیبهشت ۱۳۹۶ اعلام کرد تعاونی فرشتگان ۸٬۶۰۰ میلیارد تومان بدهی دارد. این درحالی بود که سپرده‌گذاران دفترچه‌ها و گواهی‌های سپردهٔ مؤسسهٔ کاسپین را در در اختیار داشتند نه فرشتگان. آن‌ها در شعبی سپرده‌گذاری کرده بودند که تابلوی کاسپین را نصب کرده بودند و نام کاسپین به عنوان مؤسسه‌ای مجاز در وبگاه بانک مرکزی درج شده بود.
با اینحال بانک مرکزی ایران بدون توجه به این موضوع و به بهانهٔ عدم تکمیل فرایند ادغام مؤسسهٔ فرشتگان در کاسپین، بر تعاونی اعتباری فرشتگان تمرکز کرد و در هفتهٔ آخر اردیبهشت ۱۳۹۶ از تعیین تکلیف این تعاونی خبر داد. بانک مرکزی سودهای پرداختی بعد از شهریور ۱۳۹۴ را با توجه به انحلال مؤسسهٔ فرشتگان غیرقابل قبول دانست و با حذف آن‌ها بدهی را از ۸٬۶۰۰ میلیارد تومان به ۵٬۶۰۰ تومان تقلیل داد و مفروض دانست. این در حالی بود که سپرده گذاران معتقد بودند، انحلال مذکور در سال ۱۳۹۲ بوده و پس از آن اساساً مؤسسهٔ فرشتگان وجود خارجی نداشته و طرف حساب مردم مؤسسهٔ کاسپین بوده‌است. با اینحال بانک مرکزی روال مفروض خود را دنبال نمود و قرار شد با به وثیقه گرفتن دارایی‌های مؤسسهٔ کاسپین طبق اطلاعیهٔ تاریخ ۲۶ اردیبهشت ۹۶ بانک مرکزی و شروع کار شعبه‌های کاسپین از روز ۲۸ اردیبهشت، سپرده‌گذاران کمتر از ۱۰۰ میلیون ریال به شعب بیست‌گانهٔ کاسپین مراجعه و سپرده‌های خود را تعیین تکلیف نمایند. بنا به گفته فرشاد حیدری، معاونت نظارتی وقت بانک مرکزی، از مجموعه ۴۵۰ هزار سپرده‌گذار حدود ۴۰۰ هزار مورد سپرده زیر ۱۰۰ میلیون داشتند و به این ترتیب تعیین تکلیف می‌شدند. به این سپرده‌گذاران اختیار داده شده یا اصل پول خود را پس بگیرند یا در کاسپین سرمایه‌گذاری کنند. اما برخی از سپرده‌گذاران سود پول خود را هم طلب می‌کردند در حالی که بانک مرکزی اعلام کرده‌است که اصل پول ملاک است و از سود این سپرده‌ها بعد از شهریور ۱۳۹۴ خبری نیست. این درحالی بود که به گفتهٔ بیشتر سپرده‌گذاران، افزون بر سود سپرده از اصل سپردهٔ آن‌ها نیز کسر شده‌است و کارمندان کاسپین از ارائهٔ هرگونه توضیحی بابت فرمول کسر از سود و اصل سپرده به سپرده‌گذاران امتناع کرده و مدعی بودند طبق محاسبات بانک مرکزی این رقم برایشان ثبت شده‌است
بر طبق اطلاعیهٔ بانک مرکزی ایران سپرده‌گذاران تعاونی فرشتگان با سپرده‌های تا ۲۰۰ میلیون نیز توانستند از ۹ خرداد ۱۳۹۶ به شعب بیست‌گانهٔ کاسپین مراجعه و سپردهٔ خود را تعیین تکلیف کنند یعنی آن را با کسر سودها دریافت نمایند یا در کاسپین سرمایه‌گذاری کنند؛ که با اجرای این دو مرحله و براساس ادعای بانک مرکزی ۳۹۷٬۳۹۲ نفر از مجموع ۴۵۸٬۸۲۶ نفر سپرده‌گذار یعنی ۸۷ درصد آن‌ها تعیین تکلیف می‌شدند.
در مرحله‌ای دیگر و در نیمهٔ دوم سال ۱۳۹۶ به سپرده‌گذاران مبالغ بالاتر نیز به هریک ۲۰۰ میلیون تومان از سپرده‌شان ضمن کسر سودها، بازگردانده شد و مابقی سپرده‌هایشان بدون تعلق گرفتن سود بانکی و بلاتکلیف باقی ماند.
بانک مرکزی ضمن اینکه حاضر به قبول مسئولیت نسبت به مجوز صادرهٔ خود نشد، در تقسیم نقدینگی بین سپرده‌گذاران هم رویکرد غرمایی و به نسبت را در نظر نگرفت که به جهت غیرشرعی و غیرقانونی بودن، انتقاداتی را برانگیخت.
عدم مسئولیت‌پذیری و کوتاهی بانک مرکزی در ایجاد بحران برای سپرده‌گذاران به تدریج انعکاس رسانه‌ای پیدا کرد.
پس از رسانه‌ای شدن دامنهٔ بحران و بیشتر شدن تجمعات اعتراضی مردم، نمایندگان مجلس شورای اسلامی با اکثریت قاطع آرا کوتاهی و اهمال بانک مرکزی را محرز دانستند و با اعمال مادهٔ ۲۳۶ آیین‌نامهٔ داخلی مجلس خواستار رسیدگی ویژه و فوری به تخلفات بانک مرکزی و تأثیر آن بر وارد آمدن خسارت به مردم شدند، اما رسیدگی به این مسئله ماه‌ها در قوهٔ قضاییه مسکوت ماند.
هم‌چنین نمایندگان مجلس طرح‌هایی را برای پرسش از رئیس‌جمهور مطرح کردند که با مخالفت رئیس وقت مجلس، علی لاریجانی، مواجه شد و پس از تعلیق و تعویق طرح سؤال در صحن علنی، لابی‌های دولت مثمر ثمر واقع شد و نمایندگان با گرفتن امتیازاتی به تدریج امضاهای خود را از طرح پس گرفتند و با تقلیل امضاکنندگان نسبت به حد نصاب، این طرح‌ها از دستور کار خارج شدند. این مسئله شائبهٔ معاملات پشت پرده بر سر حقوق مردم را تقویت کرد.

## واکنش سپرده گذاران
- سپرده‌گذاران در عمل مشاهده کردند پولی بدستشان نرسید و دفترچه حسابشان نارنجی شد و ۵۰ تا ۶۰درصدی از اصل سپرده‌هایشان کسر می‌شود و مابقی هم به دلایلی پرداخت نمی‌شود؛ لذا در ۲۸ اردیبهشت ۱۳۹۶ از همان ساعات صدور اطلاعیه کاسپین سپرده‌گذاران در سراسر کشور جلوی شعب کاسپین تجمع کردند و شعار سر می‌دادند؛ ولی مسؤلان بانک مرکزی کاری برای پاسخگوئی و رفع بحران نکرده‌اند.[۱۳]
- جمعی از سپرده گذاران کاسپین صبح روز شنبه ۱۳ خرداد ۱۳۹۶ با حضور در دادستانی از رئیس کل بانک مرکزی و معاون نظارتی وی به دلیل مسدود شدن ۸ ماهه سپرده‌هایشان در مؤسسه مجاز کاسپین شکایت کردند.[۱۴]
- گفته می‌شود در این مدت از طرف سپرده گذاران نامه نگاری‌های متعدد با حسن روحانی نیز برای رسیدگی سریع به حل مشکل سپرده گذاران انجام شده‌است ولی تاکنون جوابی به این نامه‌ها داده نشده‌است.[۱۴]
- سپرده گذاران معترض بودند که فریب مجوز بانک مرکزی و درج نام مؤسسه کاسپین در سایت بانک مرکزی را خورده‌اند و بانک مرکزی را عامل این مشکل می‌دانستند.

## تجمع اعتراضی سپرده گذاران
روز اول مرداد ۱۳۹۶ سپرده گذاران کاسپین در اعتراض به خلف وعده مسئولان بانک مرکزی در پس دادن بخشی از سرمایه شان در سراسر ایران تجمع اعتراضی و راهپیمایی برگزار کردند. به گفته رسانه‌ها سپرده گذاران تهرانی با جمعیتی نزدیک به چهار هزار نفر مقابل بانک مرکزی در میرداماد تجمع و تحصن کرده و شعارهایی علیه رئیس بانک مرکزی سر دادند. در شهرهای مختلف نیز سپرده گذاران دست به تجمع اعتراضی و راهپیمایی زدند. آن‌ها پیش از این به شعبات منتخب کاسپین برای باز پس‌گیری بخشی از سرمایه خود بر اساس آنچه بانک مرکزی تعیین کرده بود مراجعه کرده بودند ولی موفق به بازپس‌گیری آن نشدند چرا که به عنوان نمونه شعبات کاسپین در شهرهای نیشابور، چالوس، اردبیل، بندر انزلی و تربت حیدریه حتی یک میلیون تومان پول برای پرداخت به سپرده گذاران خود نداشتند.
اعتراضات سپرده گذاران ادامه یافت و گستردگی آن به گونه ای بود که در دی ماه ۱۳۹۶، زمینه‌ساز تظاهرات اعتراض آمیز مردمی در سطح کل کشور شد.
روز دوشنبه ۲۰ خرداد ۱۳۹۸ در ادامه تجمعات ماه‌ها و سال‌های گذشته، تجمعی از مالباختگان مؤسسه کاسپین و ثامن الحجج دست به اعتراض زدند و خواهان وصول سپرده‌های خود شدند. آنها شعار می‌دادند: «فقط تو کشور ما غارت ملی میشه» و «خیانت در امانت، هدیه به ملت ماست» و بدین وسیله به جرایم پولی و بانکی در تهران اعتراض و راه‌پیمایی کردند.